# Emile Jacques
Pour les articles homonymes, voir Jacques.
Emile Jacques, né à Moorslede le 17 juillet 1874 et mort à Bellaire, Michigan, le 16 août 1937, est un peintre, muraliste, illustrateur et professeur belge, devenu citoyen américain en 1935.

## Biographie

### Famille
Emile (Emilus) Jacques, né à Moorslede le 17 juillet 1874, est le septième des onze enfants de Charles Louis Jacques (1832-1914), tisserand et cultivateur et d'Amélie Sophie Vangheluwe (1835-1889), couturière. Il épouse à Anvers le 17 juin 1912 Bertha Van Leemputten (1878-1914), fille du peintre Frans Van Leemputten et de Maria Hootelé.

### Formation
Emile Jacques étudie à l'académie des beaux-arts de Roulers entre 1890 et 1893, sous la direction de Ferdinand Callebert. Durant son service militaire, il suit des cours du soir à l'Académie royale des beaux-arts d'Anvers (1894) et entre 1894 et 1903 à l'Institut supérieur d'art, où il bénéficie de l'enseignement de Joseph Coosemans, puis il se forme dans l'atelier de Pierre Jean Van der Ouderaa (1897).

## Carrière

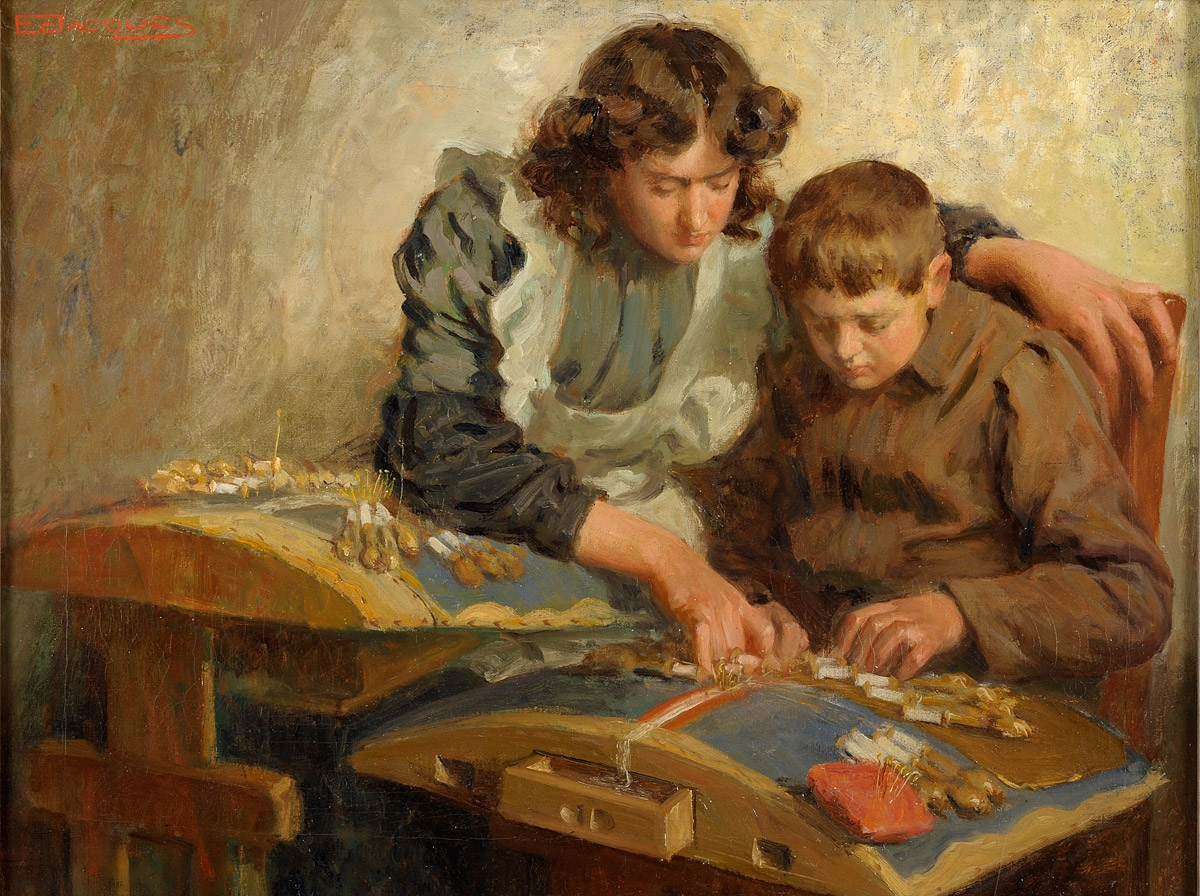
Les Dentellières.

En 1906, Emile Jacques quitte Anvers et s'installe avenue de la Couronne à Ixelles et appartient à la troisième École de Tervueren. Son style est de facture figuriste.
Outre des portraits et des scènes de genre, il peint principalement paysages en plein air. Il prise particulièrement les lieux agrestes de Flandre et du Brabant, de même que les intérieurs étoffés de personnages qui s'accordent avec leur cadre par le sentiment et la couleur. Il rend l'ambiance de ses toiles de manière intense et traduit ses dons de psychologue dans des toiles telles que Quelques camarades, dont les physionomies sont expressives. En 1903, il remporte le Prix de peinture de la ville d'Anvers. En 1906, il expose au Salon de Gand Sarcleuses de lin, acquise par le Musée d'Ostende (aujourd'hui Mu.ZEE).
Le critique Sander Pierron analyse ses œuvres exposées à la salle Rubens de galerie royale de Bruxelles en 1907 : « Il règne entre les héros représentés par l'artiste et le milieu où il les situe une union remarquable qui témoigne d'une belle sincérité d'observation et d'une compréhension réelle de la nature animée ou inanimée. Sa couleur n'est pas toujours alléchante et agréable ; elle est même souvent crue et crayeuse, ou bien d'une discordance vive. Ces défauts respectifs se rencontrent de manière évidente dans L'Aveugle du village, dans L'Écangage du lin, d'une traduction très heureuse pourtant , dans les octobrales Ombres qui s'allongent. Une des meilleures toiles est Les Sarcleuses de lin, vaste tableau de plein air, un morceau de valeur bien établi, bien dessiné, d'un pittoresque réussi et d'une ambiance justement exprimée. »

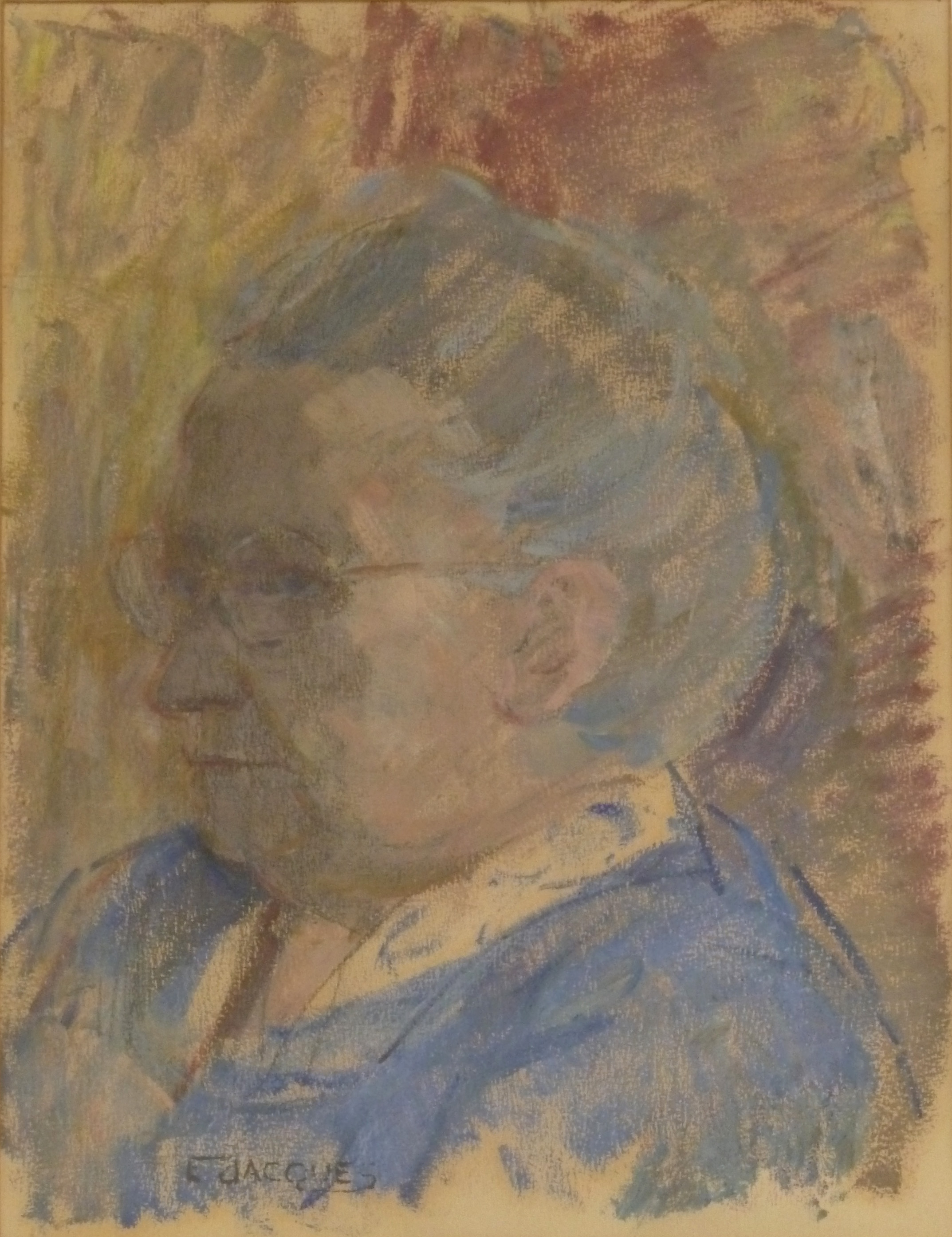
Profil de dame.

En 1913, il est nommé professeur à l'Académie des beaux-arts de Malines. Au Salon de Bruxelles de 1914, il expose Récolte du tabac et Ecce ancilla domini.
Après la Première Guerre mondiale il est accusé d'activisme et émigre donc aux Pays-Bas. Après un séjour de cinq ans à La Haye et à Nimègue, il part pour les États-Unis en 1924, où il expose aux galeries Stendahl de Los Angeles. En 1929, il s'installe à South Bend, dans l'Indiana, où il devient professeur puis directeur de l'école d'art de l'Université de Notre-Dame-du-Lac. Aux États-Unis, il se fait connaître grâce à ses portraits et à une série de peintures murales représentant la vie des Indiens.
Emile Jacques acquiert, en 1935, la nationalité américaine. Au cours d'une partie de pêche en bateau, le 16 août 1937, il meurt noyé à Bellaire, dans l'état du Michigan.
Sa toile Drifting clouds est conservée au Musée d'Art d'Indianapolis.